# Lastannahme
Die von außen auf ein Bauwerk oder auf Bauteile einwirkenden Kräfte und Zwängungen nennt man Einwirkungen. Um die Standsicherheit und die Gebrauchsfähigkeit des Tragwerks berechnen zu können, trifft man Lastannahmen über die zu erwartenden Einwirkungen.
Hierbei unterscheidet man in ständig wirkende Eigenlasten und nicht ständig wirkende Nutz- und Sonderlasten, die man in verschiedenen Lastfällen zusammenstellt. Der jeweils ungünstigste Lastfall ergibt die Bemessungsgrundlage für das Bauwerk oder Bauteil.
Um das Tragwerk eines Bauwerks wirtschaftlich vertretbar zu bemessen, wägt man zwischen verschiedenen Kombinationen von Haupt-, Zusatz- und Sonderlasten und den Wahrscheinlichkeiten ihres Auftretens ab. Hierbei spielt auch das Schadensrisiko eine Rolle.
Je nach betrachtetem Bauwerk, ob Reihenhaus, Hochhaus, Brücke, Talsperre oder Sportstadion, sind unterschiedliche Lastfälle zu berücksichtigen.
Auflasten wirken vertikal durch ihr Gewicht auf eine Tragstruktur, wie beispielsweise das Substrat eines Gründachs. Veränderliche Auflasten sind Nutz- und Schneelast. 

## Eigenlasten
Die ständig wirkenden Lasten bestehen aus der Masse der Tragkonstruktion und dem Gewicht der ortsfesten Ausbaulasten. Diese Eigenlasten bleiben über die Lebensdauer eines Bauwerks meist unverändert und sind in ihrer Größe genauer bestimmbar.

## Nutzlasten
Zu den Nutzlasten zählen die Lasten, die sich während des Gebrauchs des Bauwerks verändern können. Dazu zählen Nutzlasten, auch Betriebslasten oder Verkehrslasten genannt, (z. B. Fahrzeuge in einem Parkhaus oder Menschen und Fahrzeuge auf einer Brücke) sowie Umwelteinflüsse (Windlast, Schneelast). Die Nutzlasten können vorwiegend ruhende Lasten sein oder dynamische Einwirkungen auf das Bauwerk ausüben.

## Umwelteinflüsse

### Windlasten
Windlasten treten nicht ständig auf und sind in ihrer Größe veränderlich. Sie nehmen auf das Bauwerk als Druck-, Sog- und Reibungskräfte Einfluss und können bei schlanken Bauwerken, z. B. Türmen oder Masten, zu Schwingungen führen. Die Windbeanspruchung kann verändert werden durch die Formgebung des Gebäudes, seine Höhe, Lage und die Größe der Angriffsfläche.

### Schneelasten
Die Schneelast ist vor allem vom Standort des Gebäudes abhängig. Hierfür gibt es spezielle Karten, in denen man die Schneelastzone für den geplanten Standort ablesen kann. Auch die Dachform spielt eine wesentliche Rolle, da auf sehr steilen Dächern weniger Schnee liegen bleiben kann.

## Sonderlasten
Darüber hinaus gibt es noch Sonderlasten. Hierzu zählen Ersatzlasten für besondere Unglücksfälle, wie Erdbeben oder ein Fahrzeuganprall an einen Brückenpfeiler, sowie außergewöhnliche Lasten während der Bauphase.

## Normen
- DIN EN 1990  Eurocode, Einwirkungen auf Tragwerke (ersetzt die zwischenzeitlich zurückgezogene Norm DIN 1055 (Lastannahmen) aus dem Jahr 2005)
- DIN 1072 Straßen- und Wegbrücken; Lastannahmen

sowie diverse DIN-Normen für besondere Gebäude oder Bauteile